# ستيف-أو
ستيفن جيلكريست غلوفر (بالإنجليزية: Steve-O)‏ (ولد في 13 يونيو 1974) معروف فنياً باسمه ستيفو، ستيف-أو ممثل مؤدي حيل، منتج، كوميدي، مؤلف، موسيقي، ومهرج بريطاني، اشتهر أكثر عن أدائه الترفيهي المثيرة على المسلسل التلفزيوني الأمريكي جاكاس، العرض الذي بث على قناة إم تي في بالأضافة لظهوره في مسلسل تلفزيوني ذات الصلة به ويلدبويز.

## روابط خارجية
- الموقع الرسمي
- ستيف-أو على موقع IMDb (الإنجليزية)
- ستيف-أو على موقع ميتاكريتيك (الإنجليزية)
- ستيف-أو على موقع روتن توميتوز (الإنجليزية)
- ستيف-أو على موقع قاعدة بيانات الأفلام العربية
- ستيف-أو على موقع ألو سيني (الفرنسية)
- ستيف-أو على موقع ميوزك برينز (الإنجليزية)
- ستيف-أو على موقع رولينغ ستون (الإنجليزية)
- ستيف-أو على موقع أول موفي (الإنجليزية)
- ستيف-أو على موقع قاعدة بيانات الأفلام السويدية (السويدية)
- ستيف-أو على موقع إن إن دي بي (الإنجليزية)